# El sexo mata
El sexo mata (en inglés Sex kills) es el decimocuarto episodio de la segunda temporada de la serie estadounidense House M. D.. Fue estrenado el 7 de marzo de 2006 en Estados Unidos.
Un hombre de 66 años tiene una cardiopatía irreversible causada por la brucelosis. Deben realizarle un trasplante de corazón, pero por su edad no resulta elegible. House se dispone a encontrar un paciente a punto de morir pero que padezca alguna afección que lo vuelva inelegible para el sistema oficial de trasplantes. Para curar al paciente vivo, el equipo debe diagnosticar y curar la enfermedad del paciente muerto. Los acontecimientos ponen a los protagonistas ante fuertes dilemas éticos. Wilson se separa de su tercera esposa y se va a vivir con House.

## Sinopsis
El título del episodio, "Sex kills" ("El sexo mata") está tomado de la canción del mismo título, de 1994, de Joni Mitchell.

### Caso principal
Henry Arrington (Howard Hesseman), un hombre de 66 años está jugando bridge con varios amigos y su hija (Keri Lynn Pratt) cuando sufre un episodio neurológico que lo deja en estado de ausencia (crisis de ausencia) durante varios segundos.
Foreman, en su condición de neurólogo, atiende al paciente y lleva el caso a House. El paciente ha tenido dolor de cabeza en los últimos días, ha padecido acidez estomacal (reflujo gastroesofágico) en los últimos dos años y tiene un testículo mucho más grande que el otro. House nota también un pequeño absceso en el cerebro. El equipo piensa que debe ser cáncer de testículo pero House piensa que podría tratarse de una enfermedad de transmisión sexual (ETS) o un linfoma. Un intercambio de argumentos entre House y Cameron, luego de que Foreman dijera que los análisis habían sido negativos para las ETS, muestra con claridad el modo en que House razona:

Cameron: Negativo quiere decir que no tiene.
House: No, negativo quiere decir que probablemente no tenga, lo que significa que probablemente tenga cáncer.

Foreman decide no darle los medicamentos para ETS porque el paciente le ha informado que no ha mantenido relaciones sexuales desde un año atrás, cuando se divorció de su esposa. House, fiel a su regla de oro ("todos mienten"), piensa inmediatamente que el paciente miente: ¿cuánto puede estar una persona sin sexo? ¿Una semana? ¿Un mes?." El paciente reconoce que sí tuvo relaciones sexuales con su ex esposa, al encontrarse casualmente con ella en una feria de quesos, pero no quería que su hija lo supiera. House le dice entonces una de sus frases más festejadas: "el queso es el juguete del diablo". Pero en el momento que House le está aplicando las inyecciones contra las ETS, sufre un edema de pulmón, descartando así que se trate de una ETS o un linfoma.
El problema está en la válvula mitral del corazón, afectada por vegetaciones bacterianas causadas por una infección. ¿Qué enfermedad ataca entonces el cerebro, el corazón y los testículos? House recuerda la feria de quesos que mencionó el paciente y encuentra la respuesta: brucelosis. La brucelosis es una enfermedad proveniente de los animales (zoonosis) mamíferos, que puede transmitirse al hombre por un manejo no higiénico de los alimentos. En este caso debió haber sido un queso realizado con leche no pasteurizada. Habitualmente ello no es suficiente para infectarse con brucelosis, porque los cristianos suelen tener un alto nivel de acidez en sus estómagos, que destruyen la bacteria. Pero Henry sufría de acidez estomacal (reflujo gastroesofágico), así que tomaba antiácidos que permitieron la proliferación de las bacterias de la brucelosis. Le administra rifampicina y doxiciclina.
Los análisis confirman brucelosis pero la enfermedad está muy avanzada y el paciente sufre un paro cardíaco que daña irreversiblemente su corazón. Sin un trasplante de corazón Henry morirá en una semana. Pero el Comité de Trasplantes rechaza a Henry como candidato por su edad. House cuestiona el criterio de la edad como discriminatorio ("¿está diciendo que los viejos no merecen ser salvados tanto como los jóvenes?"). Cameron, siempre movilizada por cuestiones morales, escribe una carta al Comité para que revean la decisión, pero la misma es rechazada. House por su parte piensa que el criterio utilizado por el Comité es racional, pero lo cuestiona porque para él la defensa de su paciente es un principio moral superior.

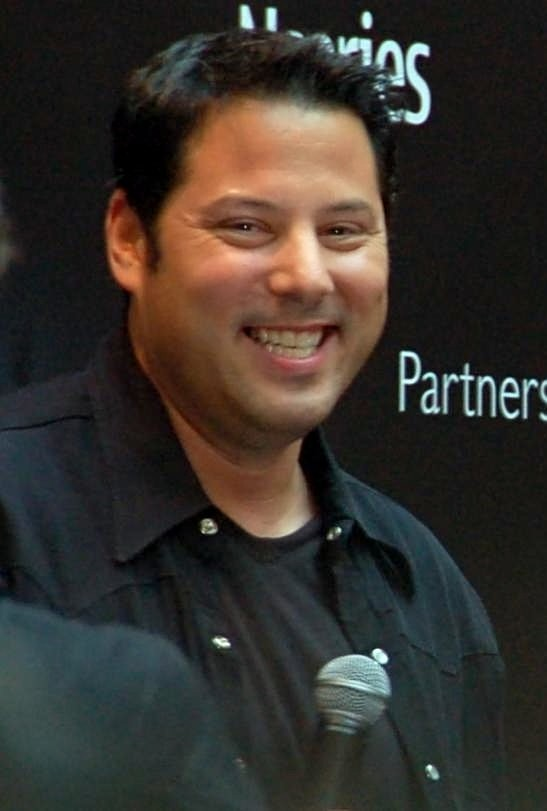
Greg Grunberg interpreta el papel de Ronald Neuberger, el hombre cuya esposa ha fallecido y House presiona para que done su corazón. Grunberg es también el fundador de Band From TV, una banda de rock con fines humanitarios de la que Hugh Laurie es vocalista y tecladista, formada justamente en los días en que se grabó el episodio.

House tiene entonces otra idea: encontrar un paciente en el hospital que haya muerto ese día y que su corazón se encuentre utilizable aunque con alguna afección que impida ser elegido como donante por el sistema oficial de trasplantes de órganos. Pero para poder utilizarlo deberá adelantarse a los acontecimientos. Cameron descubre que una mujer que no llega a los 40 años, Laura, está siendo atendida en la sala de emergencias (ER) luego de sufrir gravísimas heridas en un accidente de autos. House le pregunta por condiciones que suelen excluir a los donantes: fumador, obesidad... La mujer tiene sobrepeso. House va entonces a hablar con el esposo de Laura, Ronald Neuberger (Greg Grunberg), para obtener datos sobre posibles enfermedades de la mujer. Ronald, desesperado por la situación crítica de su esposa, piensa que se trata de uno de los médicos que están atendiendo a Laura, y le cuenta que tenía fiebre y dolor de estómago. En ese momento la esposa muere y una funcionaria del sistema oficial de trasplantes le comunica al esposo que los órganos de su mujer serán tratados con dignidad. Laura figura como donante en su registro de conductor.
Pocos minutos después el sistema oficial de trasplantes rechaza los órganos de Laura porque estaba enferma de hepatitis C. House evita que la mujer sea desconectada del respirador artificial y le pide entonces el corazón al esposo, pero este se siente tan manipulado que rechaza terminantemente la posibilidad. Pero House manda a la hija de su paciente a pedirle el corazón. El esposo de Laura termina aceptando, pero golpea duramente a House por su comportamiento.
La fiebre y el dolor de estómago le hacen pensar a House que no es hepatitus C la enfermedad que afecta al cuerpo de Laura. De serlo Henry no podría recibir el corazón. El equipo deberá entonces diagnosticar y curar la enfermedad de una persona muerta, antes de sacar el corazón.
La IRM muestra un quiste en la vesícula biliar. Descartan la posibilidad de que sea adenoma o hemangioma cavernoso. A House se le ocurre que podría ser una amebiasis y ordena administrar paromomicina y cloroquina en dosis 20 veces mayores que las recomendadas, debido a que la persona se encuentra muerta y por lo tanto los efectos secundarios no pueden afectarla.
Pero los medicamentos no hacen efecto. El equipo piensa que podría ser alguna toxina no examinada en la prueba que se le realizó al ingresar por ER y realizan un análisis más intensivo. Por otra parte, House y el esposo de Laura van a la casa de estos últimos para ver si encuentran algún indicio. Cómo le sucede casi siempre cuando entra a las casas de los pacientes, House descubre hábitos de Laura que su esposo desconocía, como que se teñía el cabello o que tomaba píldoras para adelgazar. Al retornar al hospital revisa entre las cosas que Laura llevaba consigo al accidentarse y descubre fotos de un adolescente desnudo en la cama. House las asocia con el "quiste" y deduce que podría no ser un quiste sino una cicatriz que podría estar indicando un síndrome de Fitz-Hugh-Curtis (SFHC) causado por una gonorrea contraída el tener sexo con el joven; manda a realizar la prueba -que resulta positiva- y ordena administrarle ceftriaxona. Con cuatro o cinco horas de tratamiento antibiótico el corazón podrá ser trasplantado. El esposo de Laura, por su parte, se da cuenta de que han encontrado la afección y le pregunta a House que era. House responde que era amebiasis. Cameron se sorprende que House mienta y le dice que ese fue un gesto amable de su parte. Pero House le explica que le mintió para que no retire la autorización para el trasplante y que luego del mismo habrá que decirle la verdad, porque el también podría haberse contagiado la gonorrea.
Cuando Cameron va a informarle al esposo de Laura sobre la enfermedad que padecía, este le confiesa que él tenía gonorrea, que contrajo en una noche de infidelidad. Fue él quien se la transmitió a su esposa; la gonorrea a su vez le hizo perder la conciencia mientras manejaba causando el accidente en el que perdió la vida.
Pero Henry sufre un colapso cardíaco y no hay tiempo para esperar que finalice el tratamiento contra la gonorrea en el cuerpo de Laura. El trasplante es exitoso, pero Henry deberá ahora curarse de la gonorrea. A su lado están su hija y su exesposa. Su hija entonces le aconseja:

Si se lo vas a hacer nuevamente a mamá, tendrás que usar un condón.

### Atención clínica de rutina
House detesta realizar atención clínica de rutina porque lo aburre la ausencia de problemas médicos graves y complejos. En este capítulo atiende a una persona que quiere que los médicos le receten Depo-Provera (acetato de medroxyprogesterona), un progestágeno utilizado como anticonceptivo femenino, aprobado en Estados Unidos en 2004, utilizado también para la castración química de los delincuentes sexuales. El paciente dice que siente deseos sexuales por las vacas (zoofilia) y quiere "calmarse", pero House descubre que en realidad quería evitar excitarse sexualmente con la joven y bella esposa de su padre.

### Relaciones entre los personajes
House nota que su amigo Wilson ha comprado chocolate para regalarle a su esposa. En la última escena Wilson se aparece en la casa de House: su esposa le dijo que estaba teniendo un romance con otro hombre.
Wilson, conectado de algún modo con el capítulo anterior en el que se agravó el dolor que House siente en la pierna, le dice: "alguna gente embotella sus sentimientos y los exterioriza como dolor físico; los seres humanos sanos expresan sentimientos como el afecto, haciendo regalos.

## Diagnóstico
- Henry: padece una cardiopatía irreversible causada por una brucelosis contraída por comer un queso no pasteurizado. Al recibir un nuevo corazón mediante un trasplante, se contagió una gonorrea.

- Laura: murió por las heridas sufridas en un accidente automovilístico suscitado a consecuencia de un desmayo debido al síndrome de Fitz-Hugh-Curtis (SFHC), causado a su vez por una gonorrea que le transmitió su esposo.

## Música
Uno de los artistas invitados es Greg Grunberg, quien interpreta el papel del hombre cuya esposa ha fallecido y House presiona para que done su corazón. En esos días Grunberg había fundado la Band From TV, una banda de rock con fines humanitarios de la que Hugh Laurie es vocalista y tecladista. Band From TV ha interpretado el tema "You can`t always get what you want" para la banda musical de la serie, además de incluir en su repertorio otras canciones que han tenido presencia destacada como "Baba O'Riley".

## Citas
House: El queso es el juguete del diablo.